# Отава (Илиноис)
Отава (енгл. Ottawa) град је у америчкој савезној држави Илиноис. По попису становништва из 2010. у њему је живело 18.768 становника.

## Демографија
Према попису становништва из 2010. у граду је живело 18.768 становника, што је 461 (2,5%) становника више него 2000. године.
| Група             | 2000.          | 2010.          |
| Белци             | 16.756 (91,5%) | 16.566 (88,3%) |
| Афроамериканци    | 251 (1,4%)     | 382 (2,0%)     |
| Азијати           | 152 (0,8%)     | 173 (0,9%)     |
| Хиспаноамериканци | 954 (5,2%)     | 1.406 (7,5%)   |
| Укупно            | 18.307         | 18.768         |